# Brett Lancaster
Brett Daniel Lancaster (Shepparton, 15 november 1979) is een Australisch voormalig wielrenner.

## Loopbaan
Lancaster werd vooral bekend als baanwielrenner en was een goed achtervolger. Hij werd met Australië wereldkampioen ploegenachtervolging in 2002 en 2003 en veroverde in 2004 de gouden medaille in die discipline tijdens de Olympische Spelen van Athene.
Op de weg was Lancaster ook succesvol. Hij won in 2002 de Ronde van Overijssel en twee jaar later een etappe in de Ronde van Langkawi. In 2005 boekte hij zijn grootste individuele succes door de proloog van de Ronde van Italië te winnen. Hierdoor bemachtigde hij tevens voor één dag de roze trui.
Na enkele jaren in dienst te zijn geweest bij wielerploeg Panaria, stapte Lancaster in 2007 over naar Team Milram, waar hij voornamelijk de massasprints aantrok voor Alessandro Petacchi. Daarna reed hij bij Cervélo TestTeam en vanaf 2012 bij het Australische Orica GreenEDGE. Met deze laatste ploeg won hij drie keer een ploegentijdrit in een grote ronde: in 2013 in de Ronde van Frankrijk en in 2014 en 2015 in de Ronde van Italië.
Eind 2015 stopte Lancaster met wielrennen. In 2016 werd hij ploegleider bij Team Sky.

## Belangrijkste overwinningen
2001
- 13e etappe Herald Sun Tour

2002
- Ronde van Overijssel
- Wereldkampioen Ploegenachtervolging (baan), Elite (met Peter Dawson, Luke Roberts en Stephen Wooldridge)

2003
- Wereldkampioen Ploegenachtervolging (baan), Elite (met Peter Dawson, Luke Roberts en Graeme Brown)

2004
- 3e etappe Ronde van Langkawi
- Olympisch kampioen Ploegenachtervolging (baan), Elite (met Bradley McGee, Luke Roberts en Graeme Brown)

2005
- Proloog Ronde van Italië

2008
- Proloog Ronde van Duitsland

2010
- 2e etappe Ronde van Californië

2013
- 4e etappe Ronde van Slovenië
- 4e etappe Ronde van Frankrijk (ploegentijdrit)

2014
- 1e etappe Ronde van Italië (ploegentijdrit)

2015
- 1e etappe Ronde van Italië (ploegentijdrit)

## Resultaten in voornaamste wedstrijden
| Jaar | Ronde van Italië | Ronde van Frankrijk | Ronde van Spanje |
| ---- | ---------------- | ------------------- | ---------------- |
| 2003 | opgave           |                     |                  |
| 2004 | 124e             |                     |                  |
| 2005 | 112e (1)         |                     |                  |
| 2006 |                  |                     |                  |
| 2007 | 115e             | opgave              |                  |
| 2008 |                  | 128e                |                  |
| 2009 |                  | 125e                |                  |
| 2010 |                  | 158e                |                  |
| 2011 | opgave           |                     |                  |
| 2012 | opgave           | opgave              |                  |
| 2013 | 121e             | 154e                |                  |
| 2014 | opgave           |                     | opgave           |
| 2015 | 128e             |                     |                  |

| Jaar | Milaan-San Remo | Gent-Wevelgem | Ronde van Vlaanderen | Parijs-Roubaix | Parijs-Tours |  | WK op de weg |  | Wereldranglijsten |
| ---- | --------------- | ------------- | -------------------- | -------------- | ------------ |  | ------------ |  | ----------------- |
| 2003 | 166e            |               |                      |                |              |  |              |  |                   |
| 2004 | opgave          |               |                      |                |              |  |              |  |                   |
| 2005 |                 |               |                      |                |              |  | opgave       |  |                   |
| 2006 |                 |               |                      | opgave         |              |  |              |  |                   |
| 2007 |                 |               | 27e                  | opgave         |              |  |              |  | 128e (UPT)        |
| 2008 |                 |               |                      |                | 121e         |  |              |  | 119e (UPT)        |
| 2009 |                 | 27e           |                      | opgave         |              |  |              |  |                   |
| 2010 | 97e             | opgave        | opgave               | 67e            |              |  |              |  |                   |
| 2011 |                 | 130e          |                      |                |              |  |              |  |                   |
| 2012 |                 |               |                      | opgave         |              |  |              |  |                   |
| 2013 |                 |               |                      |                |              |  |              |  |                   |
| 2014 | opgave          |               |                      |                |              |  |              |  |                   |
| 2015 |                 |               |                      |                |              |  |              |  |                   |

## Ploegen
- 2002-iTeamNova.com
- 2003-Panaria-Fiordo
- 2004-Panaria-Margres
- 2005-Panaria-Navigare
- 2006-Panaria-Navigare
- 2007-Team Milram
- 2008-Team Milram
- 2009-Cervélo Test Team
- 2010-Cervélo Test Team
- 2011-Team Garmin-Cervélo
- 2012-Orica-GreenEdge
- 2013-Orica-GreenEdge
- 2014-Orica-GreenEdge
- 2015-Orica-GreenEdge

1908: Jones, Kingsbury, Meredith, Payne ·
1920: Magnani, Carli, Ferrario, Giorgetti ·
1924: De Martini, Dinale, Menegazzi, Zucchetti ·
1928: Facciani, Gaioni, Lusiani, Tasselli ·
1932: Pedretti, Borsari, Cimatti, Ghilardi ·
1936: Nizerhy, Charpentier, Goujon, Lapébie ·
1948: Decanali, Adam, Blusson, Coste ·
1952: Morettini, Campana, de Rossi, Messina ·
1956: Gasparella, Domenicali, Faggin, Gandini ·
1960: Vigna, Arienti, Testa, Vallotto ·
1964: Streng, Claesges, Henrichs, Link ·
1968: Lyngemark, Olsen, Asmussen, Jensen ·
1972: Schumacher, Colombo, Haritz, Hempel ·
1976: Vonhof, Braun, Lutz, Schumacher ·
1980: Manakov, Movtsjan, Ossokin, Petrakov ·
1984: Grenda, Turtur, Nichols, Woods ·
1988: Jekimov, Kasputis, Neljoebin, Oemaras ·
1992: Fulst, Glöckner, Lehmann, Steinweg ·
1996: Capelle, Ermenault, Monin, Moreau ·
2000: Fulst, Bartko, Becke, Lehmann ·
2004: Brown, McGee, Lancaster, Roberts ·
2008: Clancy, Manning, Thomas, Wiggins · 
2012: Burke, Clancy, Kennaugh, Thomas · 
2016: Burke, Clancy, Doull, Wiggins · 
2020: Consonni, Ganna, Lamon, Milan · 
2024:  Bleddyn, Welsford, Leahy, O'Brien
Astarloa ·
Celestino ·
Cortinovis ·
Djoedja ·  
Ghisalberti ·
Grabsch ·
Haueisen ·
Hryvko · 
Jurčo · 
Knees ·
Lancaster ·
Lorenzetto · 
Müller ·
Ongarato ·   
Petacchi ·
Poitschke ·
Rigotto ·
Sabatini ·
Sacchi ·   
Schröder ·
Schwager ·
Scognamiglio ·
Sieberg ·
Siedler ·
Terpstra ·
Velo ·
Zabel ·
Barla (stagiair) ·
Orlandi (stagiair) ·
Salvi (stagiair)
Astarloa (tot 31/05) ·
Barla ·
Djoedja ·  
Eichler ·
Gajek ·
Ghisalberti ·
Grabsch ·
Haueisen ·
Hryvko · 
Jurčo · 
Knees ·
Kux ·
Lancaster ·
Müller ·
Ongarato ·   
Petacchi (tot 30/04) ·
Poitschke ·
Rigotto ·
Roels ·
Sabatini ·
Schröder ·
Schwager ·
Terpstra ·
M. Velits ·
P. Velits ·
Velo ·
Zabel ·
Geschke (stagiair) ·
Hassink (stagiair) ·
Schluter (stagiair)
Cuesta · Deignan · Fleeman · Florencio · Gerrans · Gómez Marchante · Hammond · Haussler · Hoestov · Hunt · Hushovd · King · Klier · Konovalovas · Lancaster · Lloyd · Novoa · Pauwels · Pujol · Rasch · Reimer · Rollin · Roulston · Sastre · Wyss · Appollonio (stagiair)
Appollonio · Bos · Cuesta · Correia · Deignan · Denifl · Florencio · Hammond · Haussler · Hoestov · Hunt · Hushovd  · King · Klier · Konovalovas · Lancaster · Lloyd · Novoa · Pujol · Rasch · Reimer · Rollin · Sastre · Tondó · Wyss · Teklehaimanot (stagiair) · Wetterhall (stagiair)
Bobridge ·
Danielson · 
Dean ·
Farrar ·
Fischer ·
Hammond ·
Haussler ·
Hesjedal ·
Hushovd  ·
Klier ·
Kreder ·
Lancaster ·
Le Mével ·
Lloyd ·
Maaskant ·
Martin ·
C. Meyer ·
T. Meyer ·
Millar · 
Navardauskas ·
Peterson ·
Rasch ·
Stetina ·
Talansky ·
Vande Velde ·
Vanmarcke ·
Vansummeren ·
Wilson ·
Zabriskie ·
Summerhill (stagiair) 
Albasini · Beppu · Bewley · Bobridge · Clarke · Cooke · Davis · Dean · Docker · Durbridge · Gerrans · Goss · Hepburn · Howard · Impey · Keukeleire · Kruopis · Lancaster · Langeveld · McEwen · Meier · C.Meyer · T.Meyer · Mouris · O'Grady · Sulzberger · Teklehaimanot · Tuft · Vaitkus · Weening · Wilson
Albasini · Beppu · Bewley · Clarke · Cooke · Davis · Docker · Durbridge · Gerrans · Goss · Hepburn · Howard · Howson (stagiair) · Impey · Kang (stagiair) · Keukeleire · Kruopis · Lancaster · Langeveld · Matthews · Meier · C.Meyer · T.Meyer · Mouris · O'Grady · Sulzberger · Teklehaimanot · Tuft · Vaitkus · Weening
Albasini · Bewley · Chaves · Clarke · Docker · Durbridge · Ewan · Gerrans · Goss · Hayman · Hepburn · Howard · Howson · Impey · Keukeleire · Kruopis · Lancaster · Matthews · Meier · C.Meyer · Mouris · Santaromita · Schurter · Tuft · Weening · A.Yates · S.Yates · Cort (stagiair)
Albasini · Bewley · Blythe · Chaves · Clarke · Cort · Docker · Durbridge · Ewan · Gerrans · Hayman · Hepburn · Howard · Howson · Impey · Keukeleire · Lancaster · Matthews · Meier · C.Meyer · Mouris · Santaromita · Tuft · Weening · A.Yates · S.Yates